# György Bánffy (1746–1822)

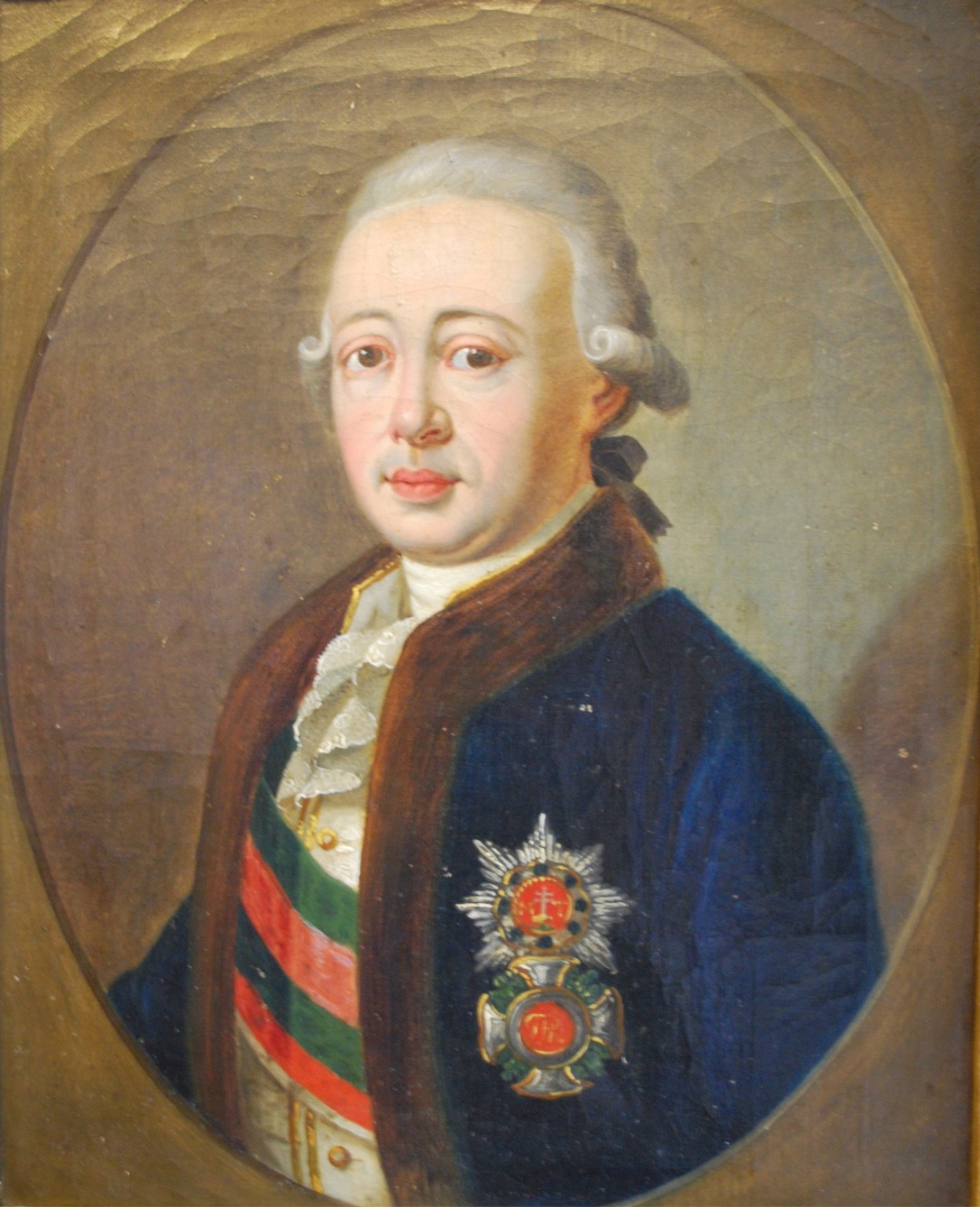
György Bánffy

György Bánffy de Losoncz (Piski, 24 december 1746 - Kolozsvár, 5 juli 1822) was een Hongaars edelman en gouverneur van Zevenburgen vanaf 1787 tot aan zijn dood in 1822.

## Biografie
György Bánffy werd in 1746 geboren in de adellijke Hongaarse familie Bánffy de Losonc(z) als zoon van graaf György Bánffy - op zijn beurt een zoon van György Bánffy (1661-1708) - en barones Ágnes Barcsay. In 1756 ging hij studeren aan het Theresianum in Wenen. In 1776 werd hij opper-ispán van het comitaat Kolozs. In 1787 werd hij door keizer Jozef II van Oostenrijk aangeduid om baron Samuel von Brukenthal te vervangen als gouverneur van Zevenburgen, een ambt dat hij maar liefst 35 jaar uitoefende, onder drie verschillende Habsburgse heersers. 
Net zoals Brukenthal behoorde Bánffy tot de vrijmetselarij in de loge van Sint-Andreas te Nagyszeben. Beide heren waren via de vrijmetselarij bekend geraakt met hertog Albert Casimir van Saksen-Teschen, landvoogd van de Oostenrijkse Nederlanden van 1780 tot 1794, en alle drie koesterden ze een passie voor kunst en verzamelingen.
In opdracht van György Bánffy werd het barokke Paleis Bánffy gebouwd in Kolozsvár.